# Sonchus oleraceus
Il grespino comune (Sonchus oleraceus L., 1753) è una pianta angiosperma dicotiledone della famiglia delle Asteraceae.

## Etimologia
Il nome generico (Sonchus) ha probabilmente origine nel periodo classico antico, infatti era usato già ai tempi di Teofrasto e di Plinio (sonchos). L'epiteto specifico (oleraceus)  deriva dal latino "olus" (= verdura, ortaggio) e significa quindi "dell'orto" o "degli ortaggi" e ricorda le erbe selvatiche commestibili (uno dei nomi comuni italiani di questa pianta è 'crespigno degli orti").

Il binomio scientifico della pianta di questa voce è stato proposto da Carl von Linné (1707 – 1778) biologo e scrittore svedese, considerato il padre della moderna classificazione scientifica degli organismi viventi, nella pubblicazione "Species Plantarum" del 1753.

## Descrizione

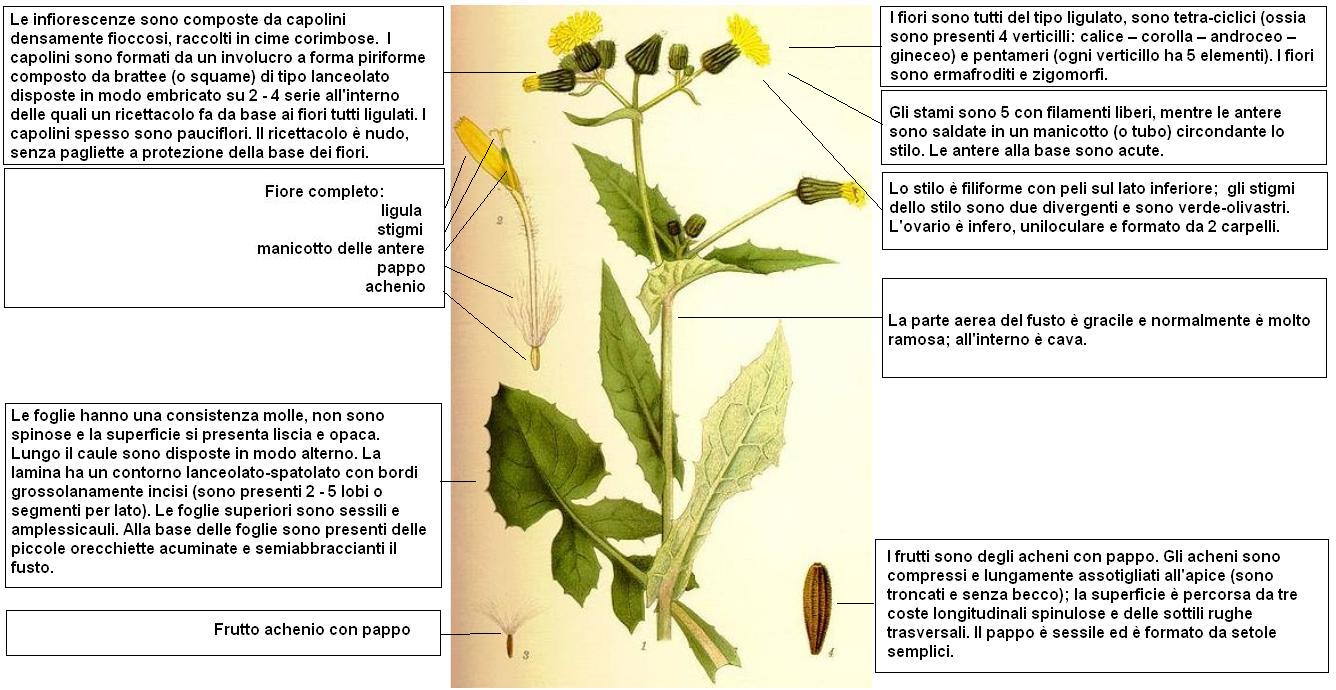
Descrizione delle parti della pianta

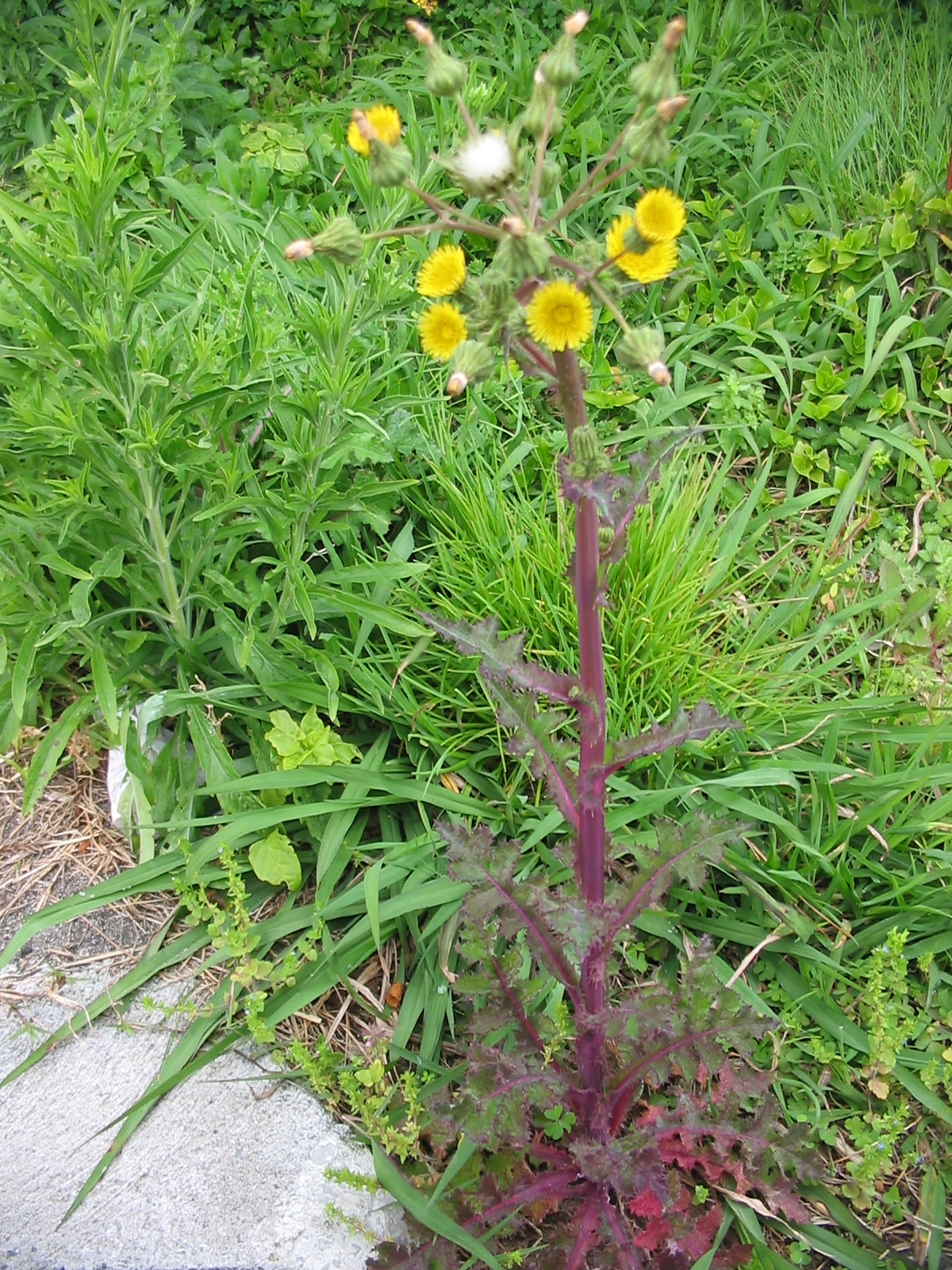
Il portamento

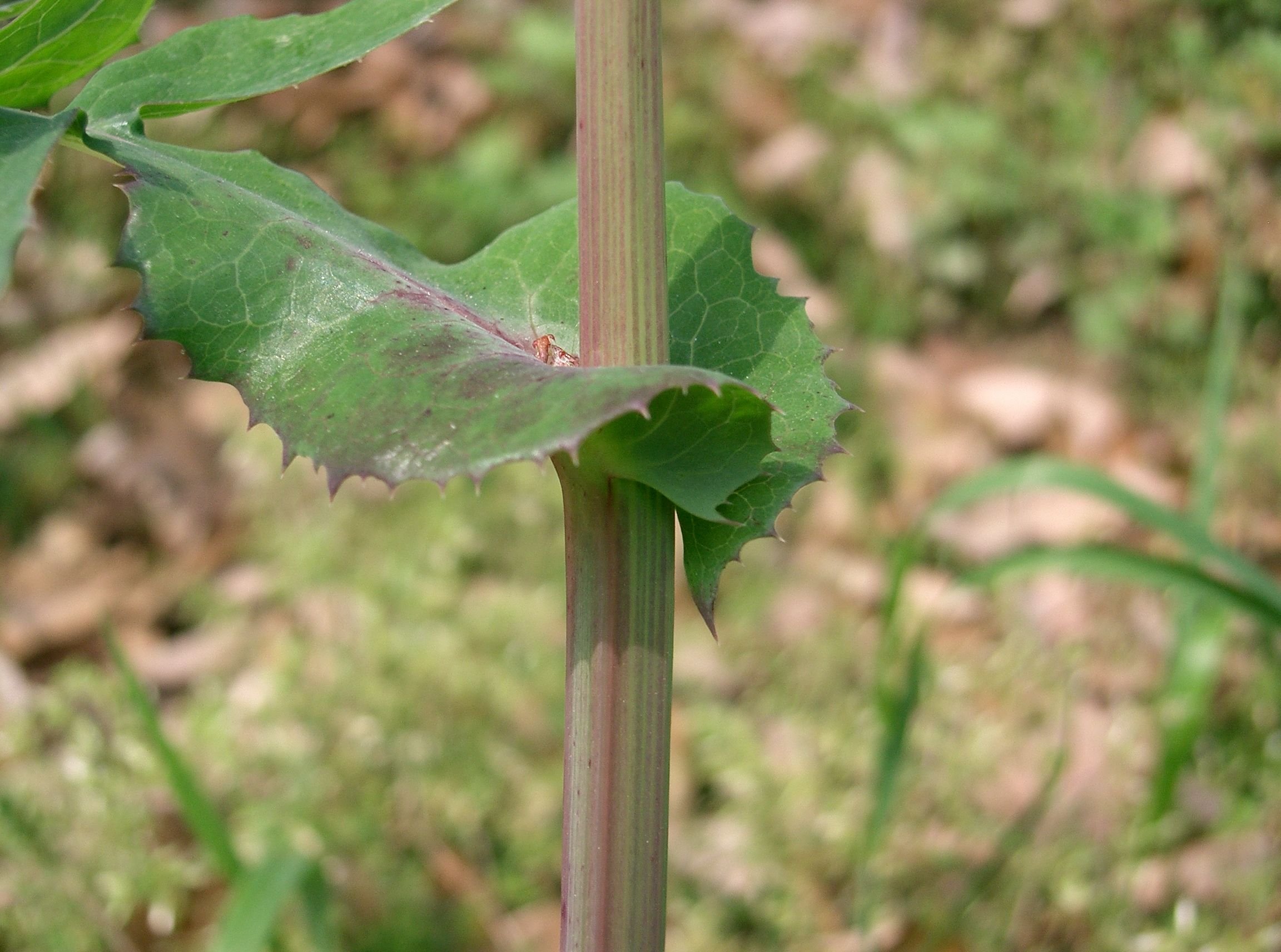
La foglia

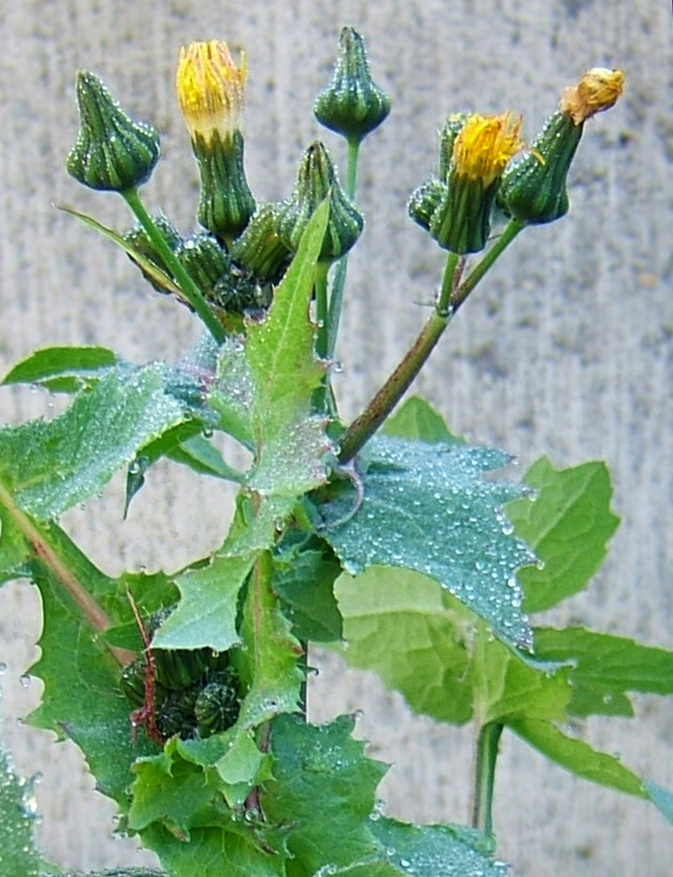
Infiorescenza con capolini

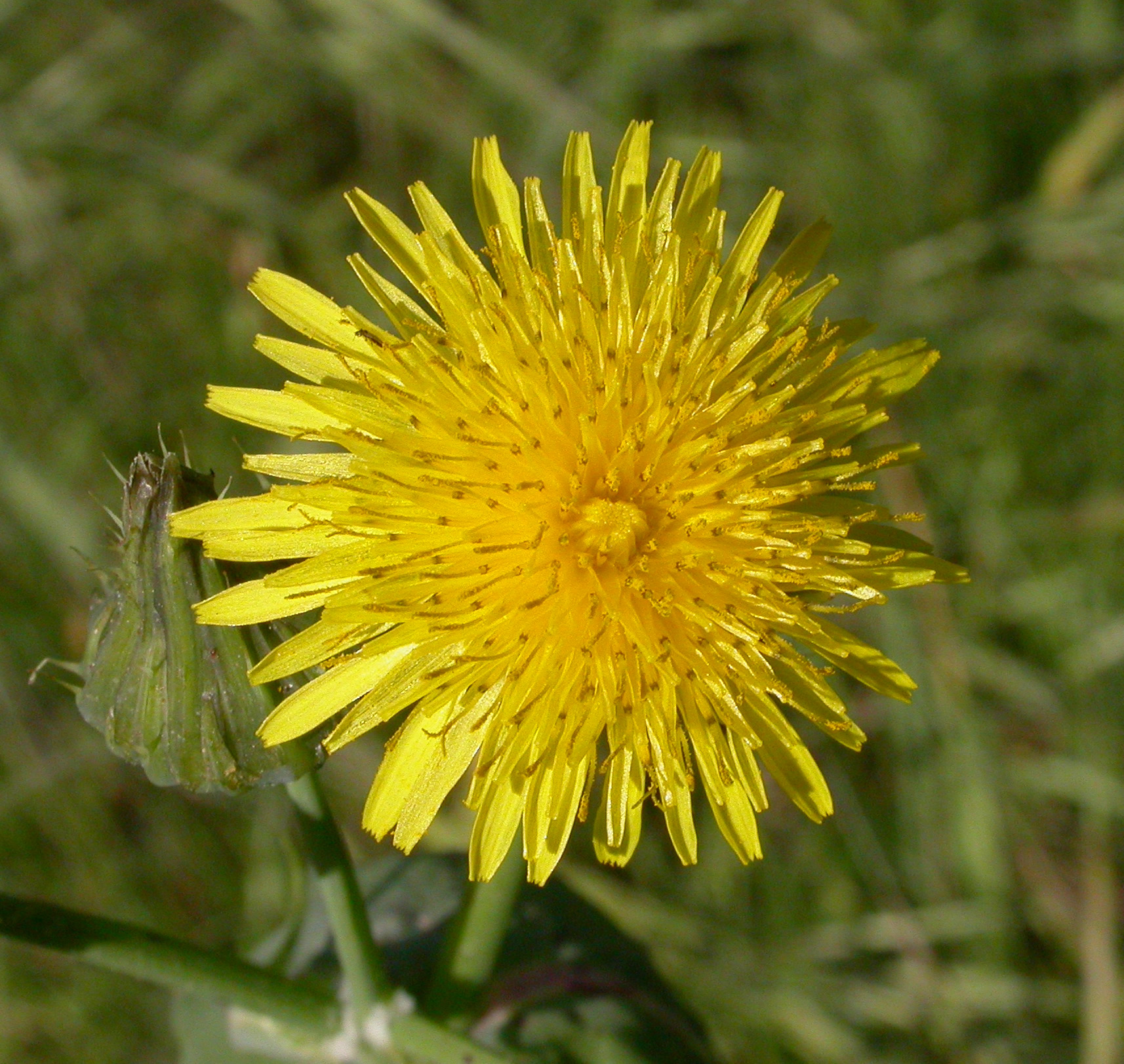
I fiori ligulati

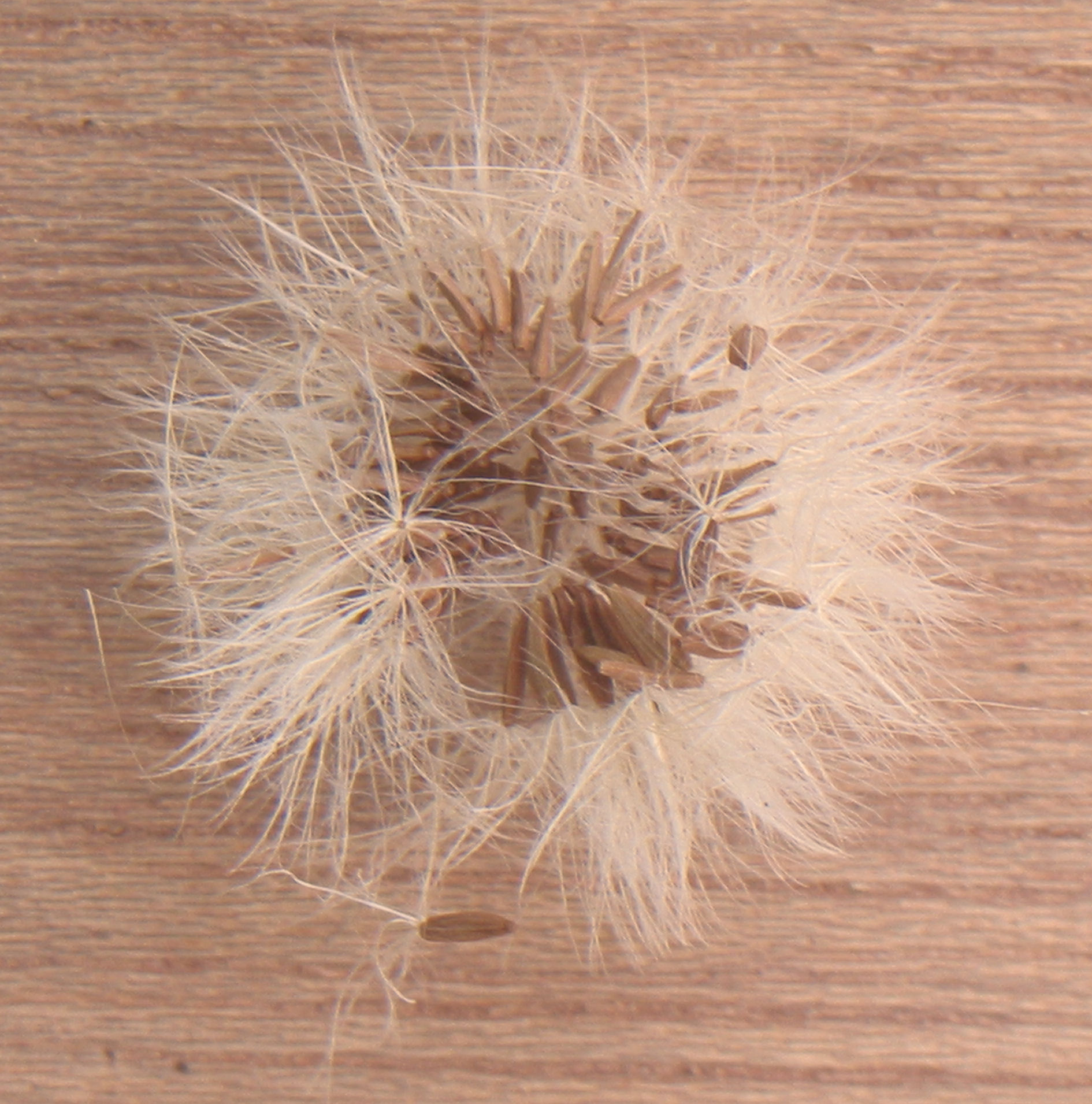
I frutti acheni

Habitus. La forma biologica è terofita scaposa (T scap), ossia sono piante erbacee che differiscono dalle altre forme biologiche poiché, essendo annuali, superano la stagione avversa sotto forma di seme e sono munite di asse fiorale eretto e spesso privo di foglie. Questa specie a volte può avere anche un ciclo biologico biennale.
Fusto e radici.
La parte aerea del fusto è gracile e normalmente è molto ramosa; all'interno è cava. Questa pianta può raggiungere un'altezza di 2 - 10 dm. Le radici sono di tipo fittonante.
Foglie. Le foglie hanno una consistenza molle, non sono spinose e la superficie si presenta liscia e opaca. Lungo il caule sono disposte in modo alterno. La lamina ha un contorno lanceolato-spatolato con bordi grossolanamente incisi (sono presenti 2 - 5 lobi o segmenti per lato). Le foglie superiori sono sessili e amplessicauli. Alla base delle foglie sono presenti delle piccole orecchiette acuminate e semiabbraccianti il fusto.
Infiorescenza. Le infiorescenze sono composte da capolini densamente fioccosi, raccolti in cime corimbose. I capolini sono formati da un involucro a forma piriforme composto da brattee (o squame) di tipo lanceolato disposte in modo embricato su 2 - 4 serie all'interno delle quali un ricettacolo fa da base ai fiori tutti ligulati. I capolini spesso sono pauciflori. Il ricettacolo è nudo, senza pagliette a protezione della base dei fiori. Diametro del capolino: 15 – 25 mm.
Fiore. I fiori sono tutti del tipo ligulato (il tipo tubuloso, i fiori del disco, presente nella maggioranza delle Asteraceae, qui è assente), sono tetra-ciclici (ossia sono presenti 4 verticilli: calice – corolla – androceo – gineceo) e pentameri (ogni verticillo ha 5 elementi). I fiori sono ermafroditi e zigomorfi.
- Formula fiorale:

*/x K {\displaystyle \infty }, [C (5), A (5)], G 2 (infero), achenio
- Calice: i sepali del calice sono ridotti ad una coroncina di squame.
- Corolla: le corolle sono formate da una parte iniziale tubulosa e una ligula terminante con 5 denti; il colore è giallo; i lembi apicali (ligula) sono inferiori ai tubi.
- Androceo: gli stami sono 5 con filamenti liberi, mentre le antere sono saldate in un manicotto (o tubo) circondante lo stilo.[19] Le antere alla base sono acute.  Il polline è tricolporato.[20]
- Gineceo: lo stilo è filiforme con peli sul lato inferiore. Gli stigmi dello stilo sono due divergenti e ricurvi con la superficie stigmatica posizionata internamente (vicino alla base).[21] L'ovario è infero uniloculare formato da 2 carpelli
- Fioritura: da (marzo) maggio a ottobre.

Frutti. I frutti sono degli acheni con pappo. Gli acheni sono compressi e lungamente assottigliati all'apice (sono troncati e senza becco); la superficie è percorsa da tre coste longitudinali spinulose e da sottili rughe trasversali. Il pappo è sessile ed è formato da setole semplici. Dimensione degli acheni: larghezza 0,7 mm; lunghezza 3 mm.

## Biologia
- Impollinazione: l'impollinazione avviene tramite insetti (impollinazione entomogama tramite farfalle diurne e notturne).
- Riproduzione: la fecondazione avviene fondamentalmente tramite l'impollinazione dei fiori (vedi sopra).
- Dispersione: i semi (gli acheni) cadendo a terra sono successivamente dispersi soprattutto da insetti tipo formiche (disseminazione mirmecoria). In questo tipo di piante avviene anche un altro tipo di dispersione: zoocoria. Infatti gli uncini delle brattee dell'involucro si agganciano ai peli degli animali di passaggio disperdendo così anche su lunghe distanze i semi della pianta.

## Distribuzione e habitat

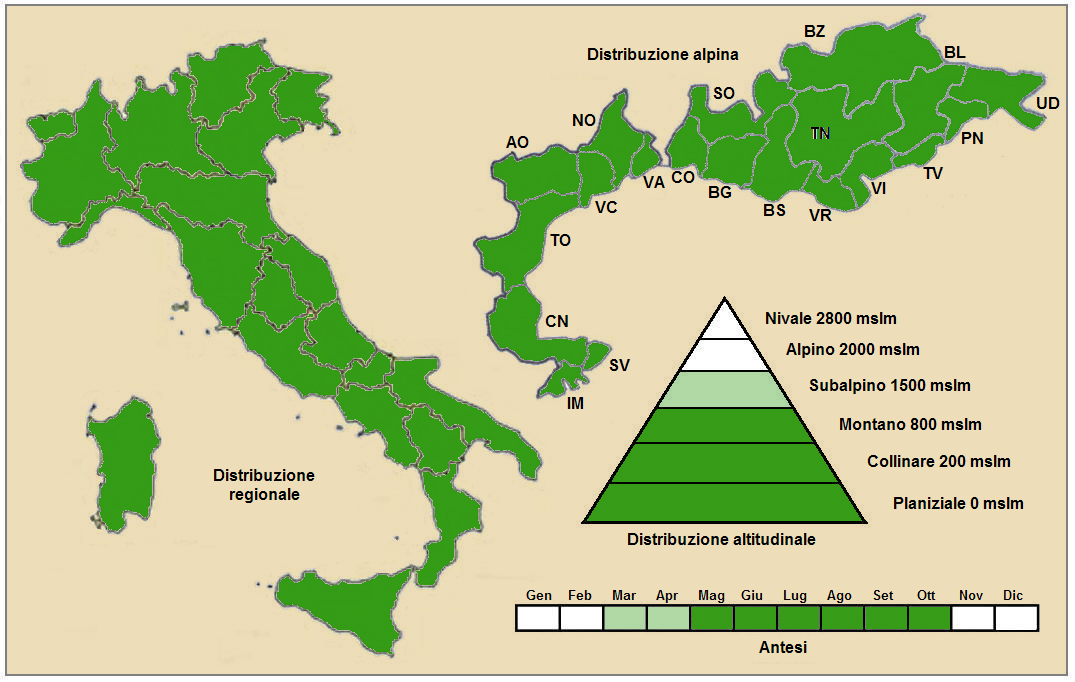
Distribuzione della pianta
(Distribuzione regionale – Distribuzione alpina)

- Geoelemento: il tipo corologico (area di origine) è Eurasiatico (Mediterraneo) divenuto Subcosmopolita.
- Distribuzione: in Italia è comune su tutto il territorio. Nelle Alpi è presente in tutte le zone (Francia, Svizzera e Austria), sugli altri rilievi europei si trova nella Foresta Nera, Vosgi, Massiccio del Giura, Massiccio Centrale, Pirenei, Alpi Dinariche, Monti Balcani e Carpazi.[23] Oltre l'Europa, questa specie è presente in Africa (è indigena nella parte mediterranea e al centro mentre al sud è probabilmente naturalizzata), in Asia (è indigena al nord, mentre nelle zone tropicali è naturalizzata), in Brasile, nelle altre parti dell'America del sud e del nord e del centro è naturalizzata, è inoltre naturalizzata in Australia.[4]
- Habitat: l'habitat tipico per questa pianta sono le colture concimate, i muri, i bordi delle vie; ma anche gli ambienti ruderali. Il substrato preferito è calcareo ma anche calcareo/siliceo con pH basico, alti valori nutrizionali del terreno che deve essere mediamente umido.[23]
- Distribuzione altitudinale: sui rilievi queste piante si possono trovare fino a 1.700 m s.l.m.; frequentano quindi i seguenti piani vegetazionali: collinare, montano e in parte quello subalpino (oltre a quello planiziale – a livello del mare).

### Fitosociologia

#### Areale alpino
Dal punto di vista fitosociologico alpino Sonchus oleraceus appartiene alla seguente comunità vegetale:
Formazione: delle comunità terofiche pioniere nitrofile
Classe: Stellarietea mediae

#### Areale italiano
Per l'areale completo italiano Sonchus oleraceus appartiene alla seguente comunità vegetale:
Macrotipologia: vegetazione erbacea sinantropica, ruderale e megaforbieti.
Classe: Stellarietea mediae
Ordine: Solano nigri-Polygonetalia convolvuli (Sissingh in Westhoff, Dijk, Passchier & Sissingh 1946) O. Bolòs, 1962
Alleanza: Veronico agrestis-Euphorbion peplus Peplus Sissingh ex Passarge, 1964
Descrizione. L'alleanza Veronico agrestis-Euphorbion peplus è relativa alle comunità infestanti, terofitiche, su suoli molto fertili (limosi o argillosi), ricchi in sostanza organica, generalmente nelle colture orticole, vigneti e frutteti in generale. La distribuzione di questa cenosi è eurosiberiana. In Italia questa alleanza è presente in Veneto in due diverse serie di vegetazione (quella dell’alta Pianura Padana orientale e quella prealpina orientale collinare). Il livello di conservazione di queste cenosi è fortemente variabile e relativa all'adattamento ai continui disturbi e rimaneggiamenti dei suoli, per effetto delle operazioni agricole, del calpestìo, ecc. In caso di agricoltura non di tipo tradizionale (fertilizzazioni di sintesi, diffusione di erbicidi) tali comunità sono suscettibili di scomparsa.
Specie presenti nell'associazione: Allium vineale, Calendula arvensis, Euphorbia peplus, Fumaria officinalis, Heliotropium europaeum, Geranium rotundifolium, Mercurialis annua, Muscari racemosus, Amaranthus retroflexus, Chenopodium album, Chenopodium hybridum, Echinochloa crus-galli, Euphorbia helioscopia, Solanum nigrum, Sonchus arvensis, Sonchus asper, Thlaspi arvense, Tripleurospermum inodorum, Sonchus oleraceus, Fallopia convolvulus, Anagallis arvensis, Veronica agrestis, Stellaria media, Capsella bursa-pastoris, Amaranthus powellii, Galinsoga parviflora, Lamium purpureum e Sinapis arvensis.
Altre alleanze per questa specie sono:
- Chenopodion botryos
- Fumarion wirtgenii-agrariae
- Malvion parviflorae
- Fedio graciliflorae-Convolvulion cupaniani
- Veronico-Urticion urentis

## Tassonomia
La famiglia di appartenenza di questa voce (Asteraceae o Compositae, nomen conservandum) probabilmente originaria del Sud America, è la più numerosa del mondo vegetale, comprende oltre 23.000 specie distribuite su 1.535 generi, oppure 22.750 specie e 1.530 generi secondo altre fonti (una delle checklist più aggiornata elenca fino a 1.679 generi). La famiglia attualmente (2021) è divisa in 16 sottofamiglie.

### Filogenesi
Il genere di questa voce appartiene alla sottotribù Hyoseridinae della tribù Cichorieae (unica tribù della sottofamiglia Cichorioideae). In base ai dati filogenetici la sottofamiglia Cichorioideae è il terz'ultimo gruppo che si è separato dal nucleo delle Asteraceae (gli ultimi due sono Corymbioideae e Asteroideae). La sottotribù Hyoseridinae fa parte del "quarto" clade della tribù; in questo clade è in posizione "basale" vicina alla sottotribù Lactucinae.
Il genere Sonchus insieme ai generi Launaea, Hyoseris,  Reichardia e Aposeris formano un gruppo fortemente monofiletico (e formano la sottotribù Hyoseridinae). In questo gruppo Sonchus, da un punto di vista filogenetico, si trova nel "core" della sottotribù e risulta “fratello” del genere Launaea.
La circoscrizione di questo genere è ancora in via di definizione. Il genere come è composto attualmente si presenta molto polifiletico (ma anche parafiletico) e sono necessari ulteriori studi per ri-circoscrivere il genere. Secondo uno studio  il gruppo Sonchus s.l. si suddivide in 6 cladi. La specie di questa voce attualmente è descritta all'interno del subg. Origosonchus. (in precedenza apparteneva al subg. Sonchus, sections Sonchus & Asperi). Si ritiene che S. oleraceus si sia evoluto attraverso l'incrocio naturale di Sonchus tenerrimus (2n = 14) e Sonchus asper ( 2n = 18).
I caratteri distintivi per la specie di questa voce sono:
- il ciclo biologico è annuo;
- le foglie cauline sono numerose;
- la forma delle foglie varia da intera a lobata con base astata o tronca (ma mai ristretta);
- la forma dei lobi varia da lanceolata a triangolare;
- i margini delle lamine sono dentati e spinulosi;
- gli stigmi sono colorati di verde-oliva;
- gli acheni sono rugosi e tubercolati tra le coste.

La specie S. oleraceus è tetraploide (numeri cromosomici 2n = 18, 32, 36 e 64.

### Varietà
Questa pianta è molto variabile specialmente nelle foglie (la forma generale e il numero, la forma, le dimensioni e i margini dei lobi) è variabile anche la spinosità in generale. Pignatti, nella "Flora d'Italia", evidenzia un ibrido chiamato S. oleraceus fo. runcinatus Fioei.

### Specie simili
Nell'ambito del genere Sonchus le seguenti specie (che vivono sull'arco alpino) possono essere confuse fra di loro:
- Sonchus arvensis:  le piante, perenni, sono alte 5 - 15 dm; le radici non sono tuberose; i fusti sono poco ramosi con foglie cauline provviste di orecchiette cordate; le ghiandole dell'involucro e del peduncolo sono gialle; gli stigmi sono gialli; gli acheni hanno 5 coste per faccia e sono lunghi 2,5 - 3,5 mm.
- Sonchus asper: le piante sono annue; i fusti sono molto ramosi con foglie lucide e spinose; gli stigmi sono verde-olivacei; gli acheni sono lisci con tre coste per faccia.
- Sonchus oleraceus: le piante sono annue; i fusti sono molto ramosi con foglie opache e lisce; le foglie variano da intere a lobate; la base fogliare è tronca o ovata; gli stigmi sono verde-olivacei; gli acheni sono spinulosi sulle tre coste per faccia.
- Sonchus palustris: le piante sono perenni e sono alte 10 - 20 dm; i fusti sono poco ramosi con foglie cauline provviste di orecchiette acute; le ghiandole dell'involucro e del peduncolo sono nere; gli stigmi sono gialli; gli acheni hanno 5 coste per faccia e sono lunghi meno di 3,5 mm.

### Sinonimi
Sono elencati alcuni sinonimi per questa entità:
- Carduus amplexicaulis Noronha
- Sonchus angustissimus  Hook.f.
- Sonchus ciliatus  Lam.
- Sonchus ciliatus var. subbipinnatifidus  Guss.
- Sonchus fabrae  Sennen
- Sonchus glaber  Gilib.
- Sonchus gracilis  Phil.
- Sonchus gracilis  Sennen
- Sonchus lacerus  Willd.
- Sonchus laevis  Vill.
- Sonchus laevis  Garsault
- Sonchus longifolius  Trevir.
- Sonchus macrotus  Fenzl
- Sonchus mairei  H.Lév.
- Sonchus maritimus  Moc. & Sessé
- Sonchus oleraceus subsp. angustissimus  H.Lindb.
- Sonchus oleraceus var. integrifolius  Wallr.
- Sonchus oleraceus var. lacerus  (Willd.) Wallr.
- Sonchus oleraceus var. litoralis  P.D.Sell
- Sonchus oleraceus f. runcinatus  Fiori
- Sonchus oleraceus var. triangularis  Wallr.
- Sonchus pallescens  Pancic
- Sonchus parviflorus  Lej. ex Rchb.
- Sonchus plumieri  Sessé & Moc.
- Sonchus reversus  E.Mey. ex DC.
- Sonchus rivularis  Phil.
- Sonchus roseus  Besser ex Spreng.
- Sonchus royleanus  DC.
- Sonchus runcinatus  (Fiori) Zenari
- Sonchus schimperi  A.Braun & C.D.Bouché
- Sonchus schmidianus  K.Koch
- Sonchus spinulifolius  Sennen
- Sonchus subbipinnatifidus  (Guss.) Zenari
- Sonchus sundaicus  Blume
- Sonchus tenerrimus  Schur
- Sonchus umbellifer  Thunb.
- Sonchus zacinthoides  DC.

## Usi

### Farmacia
Secondo la medicina popolare questa pianta ha le seguenti proprietà medicamentose:
- emmenagoga (regola il flusso mestruale);
- febbrifuga (abbassa la temperatura corporea);
- cataplasmatico (medicamento pastoso per usi esterni con capacità emolliente);
- epatica (favorisce la purificazione del fegato);
- tonica (rafforza l'organismo in generale).

### Cucina
Le foglie fresche sono variamente impiegate in cucina: in insalate, minestroni, semplicemente bollite con olio e limone, oppure come ripieno di ravioli e pansoti. Le foglie vengono utilizzate come ingrediente per ottime frittate.  Sono anche una delle erbe che compongono il preboggion. Anche i gambi sono commestibili (cotti come gli asparagi). Della radice può essere utilizzata la linfa lattiginosa come gomma da masticare (usanza dei Maori della Nuova Zelanda).

Le foglie contengono circa 30 – 40 mg di vitamina C per 100 g di prodotto. Altre sostanze dalle ceneri sono:
- proteine 1,2%;
- grassi 0,3 %;
- carboidrati 1,2%.

## Altre notizie
Questa pianta nelle varie regioni italiane ha nomi diversi come crespigno degli orti, cicerbita, lattarolo, graspignolo, soncino. Nell'aretino è detta graspignolo. In Sardegna (in Ogliastra) è chiamata simingione. A Bari è chiamata sivone, nel Salento zangune (in particolare, a Taranto zangónə).  In Sicilia è chiamata cardedda. In Liguria, scixèrboa. In alcune zone del Piemonte scarsò. In Abruzzo e Molise cascigno. Nel Sannio cardillo.

Il crespigno degli orti in altre lingue è chiamato nei seguenti modi:
- (DE)  Kohl-Gänsedistel
- (FR)  Laiteron maraîcher
- (EN)  Smooth Sowthistle